# Mario Fortunato
Mario Francisco Fortunato (Buenos Aires, 19 de marzo de 1905 - † Ibídem, 10 de noviembre de 1970) fue un futbolista y entrenador argentino. Se desempeñaba en la posición de volante. 
Como futbolista se inició en Sportivo Barracas, luego integró las filas del Club Atlético Huracán, en donde consiguió un título, la Copa Ibarguren, en el año 1925. Ese mismo año pasó al Club Atlético Boca Juniors. Fue una destacada figura del «xeneize», tanto en su faceta de futbolista como en su rol de entrenador. Como jugador conquistó tres títulos en esa institución. Se retiró muy joven, ya que sufrió una lesión que lo marginó de las canchas.
En su faceta como entrenador, se destacó también en el conjunto de la ribera, conquistando 4 títulos de la Primera División de Argentina, todos para el «xeneize», en los años 1930, 1931, 1934 y 1935. Además, fue el entrenador argentino que cosechó más torneos en la década del 30.

## Trayectoria como futbolista
Empezó jugando en Sportivo Barracas en 1923. Luego pasó por Huracán entre 1924 y 1925, y allí consiguió proclamarse campeón de la Copa Ibarguren. Tras pasar por Argentinos del Sud, llega a Boca Juniors en 1925, donde jugó su primer partido el 1 de septiembre contra Palermo. En este equipo obtuvo 3 títulos (Campeonato de 1926, Copa Ibarguren 1924 y Copa de Competencia Jockey Club 1925).
Estuvo mucho tiempo parado por una lesión de rodilla, pero en 1929 regresó a las canchas jugando apenas 3 partidos en el año. Finalmente se retira prematuramente y comienza su carrera en la dirección técnica.
Retornó a la actividad en 1932 jugando para el club de sus inicios, asumiendo la doble función de jugador y director técnico en Sportivo Barracas, proclamándose campeón de la Liga Amateur ese año.

## Trayectoria como entrenador

### Boca Juniors
Empezó su carrera como entrenador en Boca Juniors en 1930, dirigiendo su primer partido contra Tigre en una victoria por 2-1. En su primer año logró el campeonato de ese mismo año de forma espectacular, convirtiendo 113 goles y recibiendo 33 en contra.
Con el comienzo del año 1931, se convirtió en el primer entrenador en salir campeón en el comienzo de la era profesional del fútbol argentino. También obtuvo los campeonatos de 1934 y 1935, siendo el entrenador más ganador de la década.

### Clubes Argentinos
En 1937 tuvo un primer paso por Ferro Carril Oeste, donde regresaría en tres etapas distintas: 1940, 1948 y 1953. En la segunda, obtendría el campeonato de segunda división. En total, en Ferro dirigió 140 partidos. En los años 1938 y 1939 fue director técnico de Racing Club. En esa época se recibió de kinesiólogo y preparador físico.
En 1942 pasó a Rosario Central, donde logró el campeonato de segunda división. En 1944 pasó a dirigir a Botafogo de Brasil. En 1946 volvió a dirigir técnicamente a Boca Juniors, terminando en el segundo puesto del campeonato argentino.
En 1950 fue el director técnico del Lanús. En 1951 dirigió a Rosario Central en el campeonato de Primera B, obteniendo el título y el retorno a Primera División. Luego de su último paso por Ferro, entre 1954 y 1955 fue entrenador de Estudiantes de La Plata. En 1956 tuvo su tercer paso por Boca Juniors, terminando en la tercera colocación en el campeonato.

### Cerro Porteño
En 1963 y entre 1966 y 1967 dirigió a Cerro Porteño de Paraguay. En este club obtuvo la Primera División de Paraguay en dos ocasiones: (campeonato local 1963 y 1966).

## Selección nacional
Ha sido internacional con la Selección de Argentina, donde disputó 7 encuentros mientras era jugador de Boca Juniors

## Palmarés

### Como jugador

#### Campeonatos nacionales
| Título              | Club         | País      | Año  |
| ------------------- | ------------ | --------- | ---- |
| Copa Ibarguren      | Boca Juniors | Argentina | 1924 |
| Copa Ibarguren      | Huracán      | Argentina | 1925 |
| Copa de Competencia | Boca Juniors | Argentina | 1925 |
| Primera División    | Boca Juniors | Argentina | 1926 |

#### Campeonatos internacionales
| Título       | Equipo              | Sede      | Año  |
| ------------ | ------------------- | --------- | ---- |
| Copa América | Selección Argentina | Argentina | 1925 |

### Como entrenador

#### Campeonatos nacionales
| Título           | Club            | País      | Año  |
| ---------------- | --------------- | --------- | ---- |
| Primera División | Boca Juniors    | Argentina | 1930 |
| Primera División | Boca Juniors    | Argentina | 1931 |
| Primera División | Boca Juniors    | Argentina | 1934 |
| Primera División | Boca Juniors    | Argentina | 1935 |
| Primera B        | Rosario Central | Argentina | 1942 |
| Primera B        | Rosario Central | Argentina | 1951 |
| Primera B        | Estudiantes     | Argentina | 1954 |
| Primera División | Cerro Porteño   | Paraguay  | 1963 |
| Primera División | Cerro Porteño   | Paraguay  | 1966 |

#### Campeonatos internacionales
| Título                 | Club         | Sede       | Año  |
| ---------------------- | ------------ | ---------- | ---- |
| Copa de Confraternidad | Boca Juniors | Montevideo | 1945 |